# Marphysa
Marphysa är ett släkte av ringmaskar som beskrevs av de Quatrefages 1866. Marphysa ingår i familjen Eunicidae.

## Bildgalleri

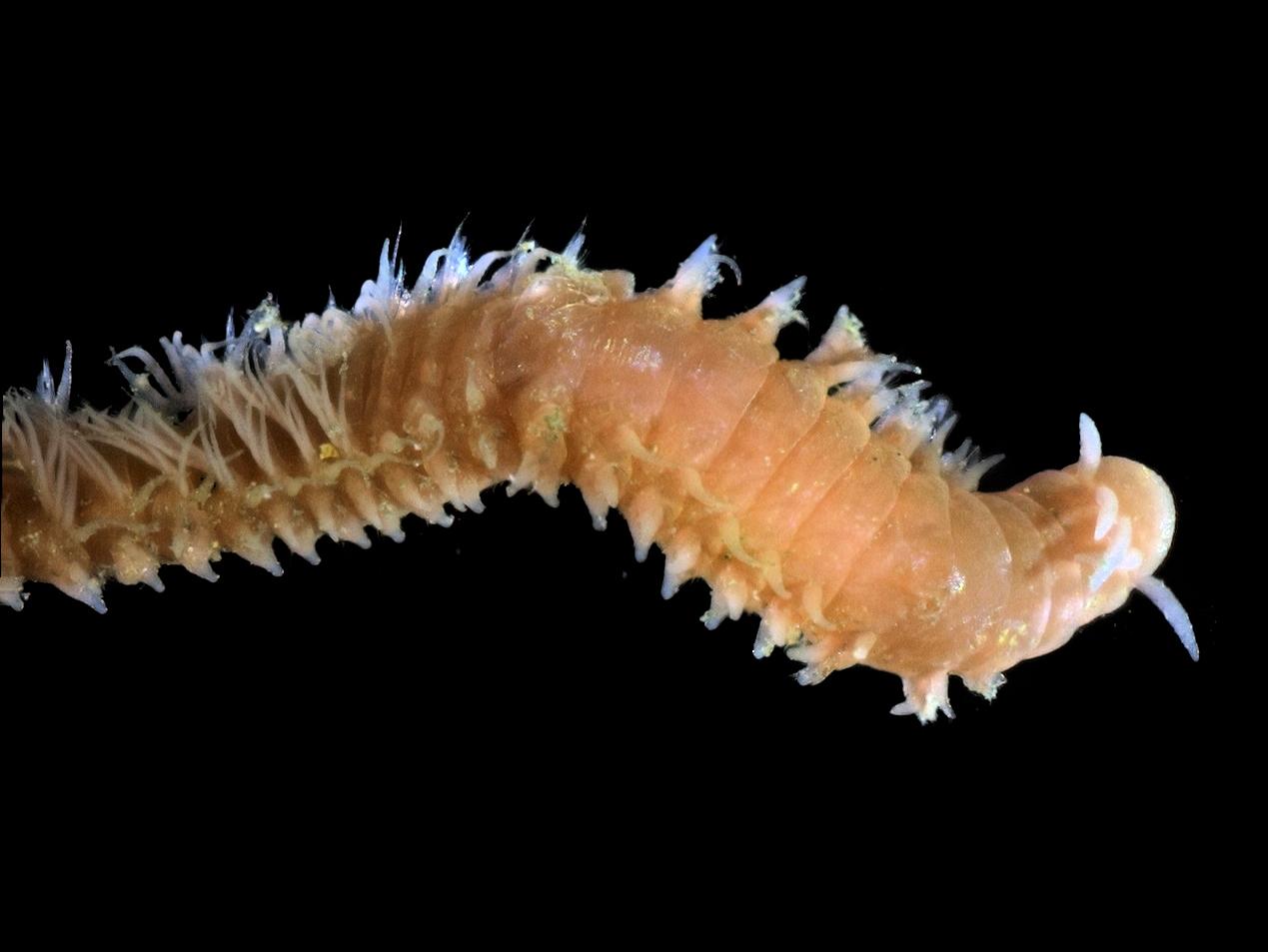

## Dottertaxa tillMarphysa, i alfabetisk ordning[1][2]
- Marphysa adenensis
- Marphysa aenea
- Marphysa amadae
- Marphysa angelensis
- Marphysa angeli
- Marphysa antipathum
- Marphysa aransensis
- Marphysa atlantica
- Marphysa bellii
- Marphysa bernardi
- Marphysa bifurcata
- Marphysa bonhardi
- Marphysa borradailei
- Marphysa brasiliensis
- Marphysa brevitentaculata
- Marphysa capensis
- Marphysa chevalensis
- Marphysa conferta
- Marphysa corallina
- Marphysa dartevellei
- Marphysa depressa
- Marphysa digitibranchia
- Marphysa disjuncta
- Marphysa escobarae
- Marphysa fallax
- Marphysa fauchaldi
- Marphysa formosa
- Marphysa furcellata
- Marphysa galluccii
- Marphysa gayi
- Marphysa gemmata
- Marphysa gravelyi
- Marphysa grunwaldi
- Marphysa hamata
- Marphysa hemasoma
- Marphysa hentscheli
- Marphysa januarii
- Marphysa johnsoni
- Marphysa kinbergi
- Marphysa macintoshi
- Marphysa mangeri
- Marphysa mauritanica
- Marphysa mcintoshi
- Marphysa minima
- Marphysa mixta
- Marphysa mortenseni
- Marphysa mossambica
- Marphysa mullawa
- Marphysa orensanzi
- Marphysa orientalis
- Marphysa peruviana
- Marphysa posteriobranchia
- Marphysa purcellana
- Marphysa quadrioculata
- Marphysa regalis
- Marphysa sanguinea
- Marphysa saxicola
- Marphysa schmardai
- Marphysa sebastiana
- Marphysa sessilobranchiata
- Marphysa simplex
- Marphysa sinensis
- Marphysa soembaensis
- Marphysa striata
- Marphysa stylobranchiata
- Marphysa tamurai
- Marphysa teretiuscula
- Marphysa totospinata
- Marphysa triantennata
- Marphysa unibranchiata